# Буршайд
Буршайд (нім. Burscheid) — місто в Німеччині, знаходиться в землі Північний Рейн-Вестфалія. Підпорядковується адміністративному округу Кельн. Входить до складу району Райніш-Бергішер.
Площа — 27,38 км2. Населення становить 18 527 ос. (станом на 31 грудня 2020).